# Полежаевское сельское поселение (Вологодская область)

В 2013 году Полежаевское и Осиновское сельские поселения были присоединены к Краснополянскому

Полежаевское сельское поселение — сельское поселение, существовавшее в составе Никольского района Вологодской области до 1 апреля 2013 года.
Центр — деревня Полежаево.
Население по данным переписи 2010 года — 535 человек, оценка на 1 января 2012 года — 517 человек.

## История
В 1999 году был утверждён список населённых пунктов Вологодской области. Согласно этому списку в Полежаевский сельсовет входили 11 населённых пунктов.
В 2000 году была упразднена деревня Елшинская.
1 января 2006 года в соответствии с Федеральным законом № 131 «Об общих принципах организации местного самоуправления в Российской Федерации» образовано Полежаевское сельское поселение, в состав которого вошёл Полежаевский сельсовет.
1 апреля 2013 года Полежаевское сельское поселение было присоединено к Краснополянскому.

## География
Располагалось в западной части района. Граничило:
- на севере с Нигинским сельским поселением,
- на западе с Верхнекемским и Нижнекемским сельскими поселениями,
- на юге с Пермасским сельским поселением,
- на востоке с Осиновским и Краснополянским сельскими поселениями.

## Населённые пункты
В состав сельского поселения входили 10 населённых пунктов, в том числе
7 деревень,
2 посёлка,
1 починок.
| Населённый пункт         | ОКАТО          | Рег. номер | Расстояние до районного центра, км | Расстояние до центра поселения, км | Индекс | Координаты                      |
| ------------------------ | -------------- | ---------- | ---------------------------------- | ---------------------------------- | ------ | ------------------------------- |
| деревня Белогарье        | 19 234 864 002 | 5087       | 39                                 | 3                                  | 161445 | 59°31′50″ с. ш. 44°54′19″ в. д. |
| починок Елховецкий       | 19 234 864 003 | 5088       | 31                                 | 5                                  | 161445 | 59°32′33″ с. ш. 45°00′26″ в. д. |
| деревня Карныш           | 19 234 864 011 | 5096       | 20                                 | 16                                 | 161444 | 59°32′32″ с. ш. 45°11′12″ в. д. |
| деревня Кленовая         | 19 234 864 005 | 5090       | 40                                 | 14                                 | 161445 | 59°37′05″ с. ш. 44°58′42″ в. д. |
| деревня Красное Зведение | 19 234 864 006 | 5091       | 27                                 | 12                                 | 161444 | 59°31′21″ с. ш. 45°05′50″ в. д. |
| посёлок Молодёжный       | 19 234 864 007 | 5092       | 24                                 | 12                                 | 161444 | 59°32′28″ с. ш. 45°07′28″ в. д. |
| посёлок Нюненьга         | 19 234 864 008 | 5093       | 40                                 | 4                                  | 161445 | 59°29′49″ с. ш. 44°53′22″ в. д. |
| деревня Пертюг           | 19 234 864 009 | 5094       | 33                                 | 4                                  | 161445 | 59°33′36″ с. ш. 44°59′58″ в. д. |
| деревня Полежаево        | 19 234 864 001 | 5086       | 36                                 | —                                  | 161445 | 59°30′40″ с. ш. 44°56′40″ в. д. |
| деревня Половинка        | 19 234 864 010 | 5095       | 37,5                               | 1,5                                | 161445 | 59°30′25″ с. ш. 44°55′19″ в. д. |

Населённые пункты, упразднённые 1.02.2000:
| Населённый пункт  | ОКАТО          | Рег. номер | Расстояние до районного центра, км | Расстояние до центра поселения, км |
| ----------------- | -------------- | ---------- | ---------------------------------- | ---------------------------------- |
| деревня Елшинская | 19 234 864 004 | 5089       | 44                                 | 8                                  |